# لورا كلايتون
لورا كلايتون (بالإنجليزية: Laura Clayton)‏ هي ملحنة أمريكية، ولدت في 8 ديسمبر 1943 في ليكسينغتون في الولايات المتحدة.